# Kankaantakunen
Kankaantakunen är en sjö i kommunen Kuhmois i landskapet Mellersta Finland i Finland. Arean är 42 hektar och strandlinjen är 5,68 kilometer lång. Sjön  ingår i Kymmene älvs huvudavrinningsområde.   Den ligger omkring 76 kilometer söder om Jyväskylä och omkring 160 kilometer norr om Helsingfors. 